# Evelyne Butoyi
Evelyne Butoyi est une femme politique burundaise. 

## Carrière politique
Evelyne Butoyi est ministre de la Jeunesse, des Postes et des Technologies de l’information, du Burundi depuis le 19 avril 2018. Nommée Porte-Parole du Président de la République du Burundi le 08 février 2021.